# Atraphaxis kopetdagensis
Atraphaxis kopetdagensis är en slideväxtart som beskrevs av S. Kovalevsk.. Atraphaxis kopetdagensis ingår i släktet Atraphaxis och familjen slideväxter. Inga underarter finns listade i Catalogue of Life.